# 小島利明
小島 利明（こじま としあき、1945年1月2日 - ）は、日本の漫画家、アニメーター。群馬県富岡町出身、群馬県立富岡東高等学校 卒。血液型はO型。

## 略歴
ピープロのアニメーターを経て、1969年『少年画報』（少年画報社）にて、『サッカー番長』でデビュー。

## 作品リスト
- サッカー番長（原作：吉岡道夫、少年画報 1969年）
- 愛の戦士レインボーマン（原作：川内康範、週刊少年マガジン 1972年-1973年）
- 八丁堀（原作：小池一雄、週刊漫画ゴラク 1974年10月号-1977年5月号）
- 恐竜探険隊ボーンフリー（小学一年生 1976年11月号-1977年3月号）
- 味ラクルボーイ（原作：寺島優、コミックバンバン 1987年-1988年）
- タッチダウン（コミックバンバン）
- やったれ一発（原作：牛次郎、週刊宝石）
- 三国志（原作：寺島優）
- マンガ伝説の相場師リバモア